# Piltzintecuhtli

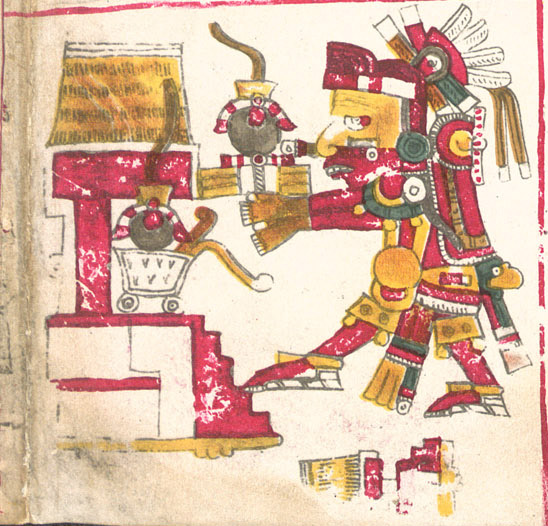
Représentation de Piltzintecuhtli, une des divinités identifiées dans le Codex Borgia.

Piltzintecuhtli (appelé aussi Piltzintecutli) est, dans la mythologie aztèque, le premier demi-dieu (après dieu) fils d'Oxomoco et Cipactonal sur la terre pendant la création, parce que ses pères demi-dieux sont nés dans l'Omeyocan. Piltzintecuhtli est le fils du jour et de la nuit, par ce qu'il sera le symbole du temps. Il sera le monsieur enfant, gardien et protecteur des enfants nés, parce qu'il est le premier né sur la terre.

## Histoire
Lorsque Piltzintecuhtli arrive à l'adolescence, les dieux créateurs ont décidé lui donner une compagne, les dieux créateurs allèrent avec la déesse de la beauté Xochiquetzal et tant qu'elle dormait sur les nuages, éclaboussés d'étoiles, entourée de roses allumées. Tezcatlipoca s'est rapprochée avec prudence et a coupé quelques mèches de sa marrante chevelure. Avec les cheveux ont formé à la nouvelle compagne appelée Xochitl, elle serait la première femme mortelle sur la terre, elle ne serait pas demi-déesse. Peu après la déesse Tlazolteotl est arrivé avec les dieux créateurs et a dit que cette femme mortelle sera l'initiatrice des habitants de la terre, elle connaîtra la douleur, le désir, la félicité, l'amertume, l'amour et l'appétit sexuel.
À la fin de la première époque depuis la création, les géants n'appréciaient pas la terre et les dieux ont décidé punir aux habitants de la terre par première fois. Xipe-Totec est descendu des ciels pour les prévenir aux demi-dieux que le monde changerait. Xipe-Totec a ordonné qu'ils s'aillent à la montagne Popocatepetl, la maison des dieux Mayahuel et Patecatl. Alors Oxomoco, Cipactonal, Xochitl et Piltzintecuhtli s'ont réfugiés dans une grotte. La vieillesse arriverait aux habitants de la terre mais Quetzalcóatl a pensé qu'il était nécessaire sauver aux demi-dieux de la punition divine (la vieillesse), les demi-dieux ne parcourraient jamais le chemin de la mort, ils n'iraient pas au Mictlan. Les dieux de la mort Mictlantecuhtli et Mictecacihuatl avaient déjà reçu le mandat de procéder, mais Quetzalcóatl est arrivé par les demi-dieux pour les muter comme les dieux du jour, de la nuit et du temps. Sa maison serait l'infini, sans principe et sans fin, ils seraient éternels, la conjugaison du jour, de la nuit et du temps à travers les siècles.